# وولویاتس (اوژیتسه)
وولویاتس (به صربی: Volujac) یک منطقهٔ مسکونی در صربستان است.